# コーディリア・チェイス
コーディリア・チェイス (Cordelia Chase) は、「バフィー 〜恋する十字架〜」およびスピンオフ作品「エンジェル」に登場する架空の人物。カリスマ・カーペンターがこの役を演じた。

## 人物

### バフィー 〜恋する十字架〜
バフィーの友人で、ウィローとはザンダーをめぐる恋敵。最初コーディリアはハーモニーとともにハイソ・グループ「コーディティ」を率いていた。転校生だったバフィーを仲間にいれようとするが、ブロンズで殺気立ったバフィーをみかけて断念する（第1話「ヘルマウスへようこそ」）。その後、ウィローと仲良くなったバフィーを変人扱いする。しかし、コーディリアを狙ったストーカー事件をきっかけにバフィーたちの仲間になる（「去る者日々に疎し」）。
さらに第2シーズンでは虫男の事件をきっかけに、ザンダーとデートをするようになる（「バフィーの運命」）。そのあとの「高潔」で、ウィローにザンダーとの関係がばれる（ウィローはザンダーに対し「神と人にたいして犯罪を犯した」と詰る）。
しかし第3シーズンで、ウィローとザンダーがよりを戻し、スパイクにより監禁されていた廃屋で熱い抱擁をかわしているのを目撃し、ベッドで涙を流す（「恋人達の散歩道」）。この後、両親の脱税が発覚、彼女の実家は破産する。

### エンジェル

#### 第1シーズン
天使の街
女優を目指しロスに現れたコーディリアは、悪徳資産家ラッセルの誘いに乗り、彼の屋敷に向かう。しかし、この男の家に鏡がないことに気づき、彼がバンパイアであることを知る。コーディリアの危機を察知したエンジェルに助けられ、エンジェルと行動をともにするようになる。
解かれた母性愛
ある日、自宅がゴキブリの巣になっていることがわかり、エンジェルに助けを求める。
ヒーロー
捨て身の作戦を取ろうとしたドイルから、テレパシーの能力を譲り受ける。

#### 第2シーズン
エンジェルと恋に落ちるが、シーズン終盤、ひょんなことから地獄に堕ちてしまい、怪物グルーサラッグとの結婚話が持ち上がる。

#### 第3シーズン
このシーズンから、ドイルから譲り受けたヴィジョンの影響で体調が悪化する。シーズン初期でエンジェルがダーラを妊娠させたことを知る。エンジェルへのあてつけのため、地獄から彼女を追ってきた（実際は地獄から追い出された）グルーサラッグとつかの間のデートを重ねる。その後、悪魔スキップの誘いに乗り、エンジェルと別れる決意をする。

#### 第4シーズン
エンジェルの息子コナーの子を宿したあと、魔物に取りつかれた状態になり、アンジェラスと化したエンジェルを退治しようとした弁護士のライラ・モーガンを刺殺する。その後、コナーに出産のためのいけにえをつれてくるように命じる。事態に気づいたエンジェルは、お腹の子とともにコーディリアの殺害を図るが、光とともにコーディリアの体からジャスミンが現れてしまう。コーディリアはその後昏睡状態に陥る。

#### 第5シーズン以降
第5シーズンの『おかえり』では当局の使者として登場、エンジェルにヴィジョンの能力を譲り渡す。その後のコミック『After the Fall』では、チャールズ・ガンとの戦闘でエンジェルが負傷したとき、エンジェルの前に出現。続編の『Aftermath』でエンジェルに新しい仲間を紹介する。